# Петршинская башня
Пе́тршинская башня была построена на одноименном холме Праги по инициативе Клуба чешских туристов после посещения Всемирной выставки в Париже в 1889 году, и является подобием Эйфелевой башни. В 1890 году именно Вилем Курц выступил в статье «Смотровая башня на Петршинском холме — вид из ближайшего будущего Праги» (чеш. Rozhledna na Petříně, obrázek z blízké budoucnosti Prahy) с инициативой строительства в пражском районе Петршин смотровой башни.  

## История
Строительство было начато 16 марта 1891 года, а уже 20 августа состоялось её торжественное открытие. Изначально, она использовалась в качестве обзорной башни и туристической достопримечательности (на ее вершине находится смотровая площадка).
Башня построена из металла. Её высота — 60 метров. Вес конструкции около 170 тонн. Конструкторы башни — инженеры Франтишек Прашил (чеш. František Prášil) и Юлиус Соучек (чеш. Julius Souček).
После установки на ней в 1953 году телевизионной антенны высота башни увеличилась еще на 20 метров. Это была первая телевизионная ретрансляционная станция в Чехословакии. После начала строительства новой телебашни в Жижкове было принято решение использовать эту башню в качестве обзорной после ввода в эксплуатацию нового телецентра. В начале 1987 года начались работы по консервации её металлоконструкций.
В качестве ретранслятора телевизионных сигналов эта башня работала до 1998 года. На Петршинскую башню можно подняться пешком, преодолев 299 ступеней, или на лифте. Со смотровой площадки башни, расположенной на высоте 55 метров, открывается великолепная панорама Праги со всеми её достопримечательностями, живописными холмами и окрестностями. В 1999 году на башне были проведены реставрационно-восстановительные работы.
На нижнем уровне башни расположены магазин сувениров и небольшое кафе, а на подземном уровне — маленький музей литературного персонажа Яры Цимрмана.